# Val d'Entremont
La Val d'Entremont è una vallata svizzera nel Distretto di Entremont nel Canton Vallese. La valle permette di raggiungere l'Italia attraverso il Colle del Gran San Bernardo e il Traforo del Gran San Bernardo.

## Geografia
Bagnata dalla Drance d'Entremont, la val d'Entremont raggiunge la valle di Bagnes all'altezza di Sembrancher. Con la Drance de Bagnes, la Drance d'Entremont forma la Drance la quale scorre fino a Martigny prima di raggiungere il Rodano.
Da Sembrancher, la val d'Entremont si orienta verso sud. All'altezza di Orsières (901 m), si divide in due rami; quello situato ad ovest forma la Val Ferret. La val d'Entremont prosegue la sua salita in direzione di Liddes e Bourg-Saint-Pierre. È contornata ad est dal massiccio del Grand Combin. Dopo Bourg-Saint-Pierre, il fondo della valle ospita il lac des Toules che è un lago artificiale creato dalla diga di Les Toules. La fine del lago segna l'inizio della salita verso il colle del Gran San Bernardo.

### Monti

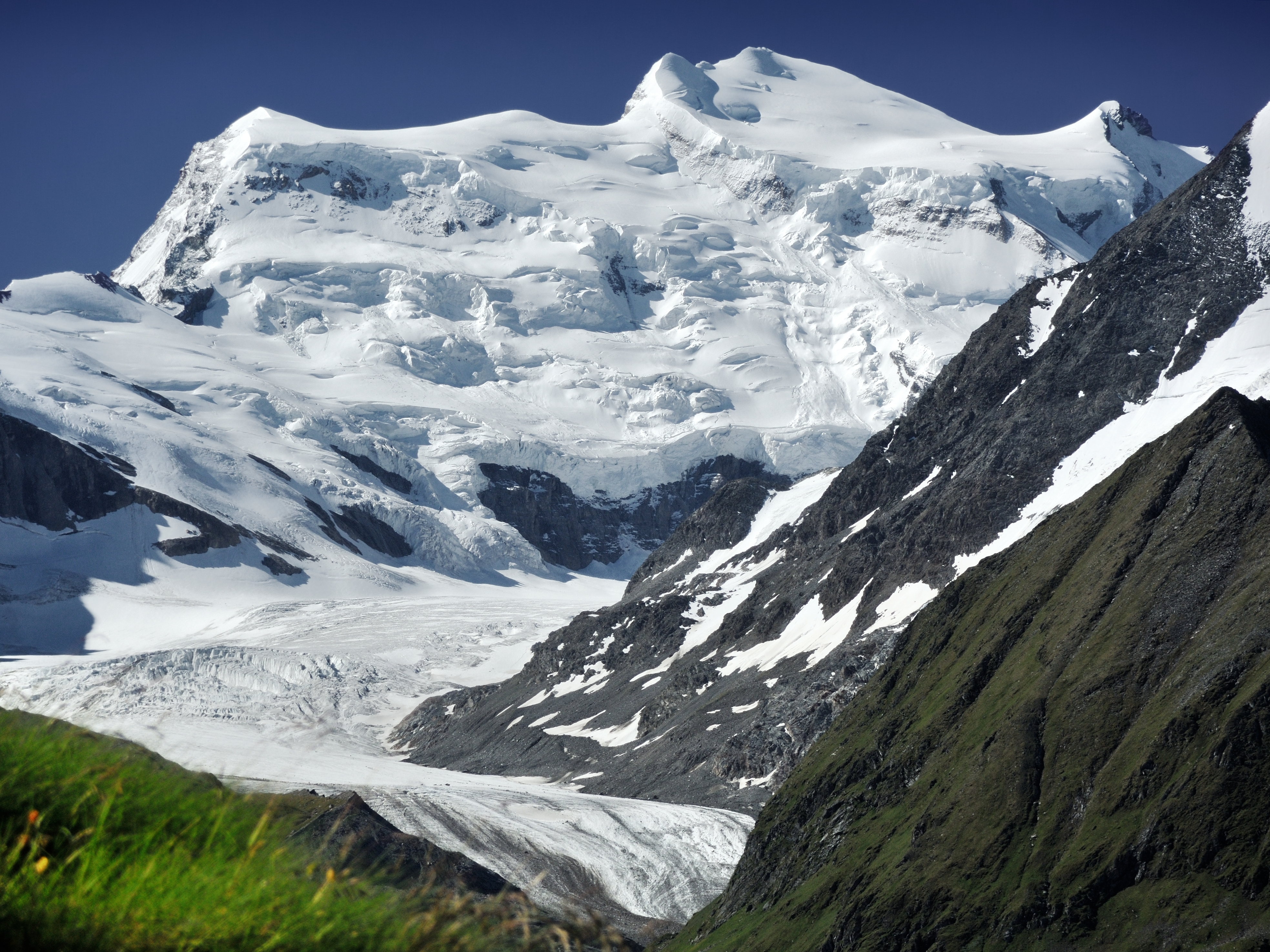
Grand Combin

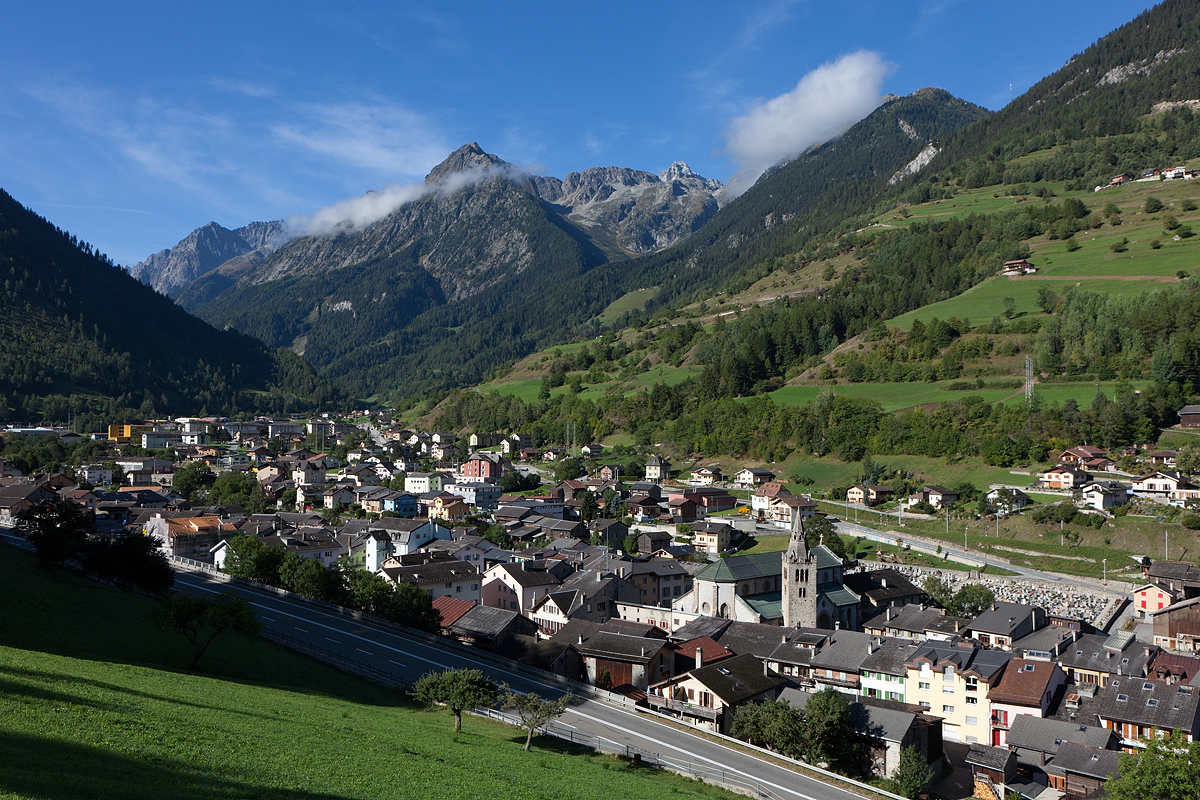
Orsières

I monti principali che contornano la valle sono:
- Grand Combin - 4.314 m
- Monte Velàn - 3.731 m
- Combin de Corbassière - 3.715 m
- Petit Combin - 3.663 m
- Mont Rogneux - 3.084 m

## Comuni
I comuni della valle sono:
- Sembrancher
- Orsières
- Liddes
- Bourg-Saint-Pierre